# 177-й отдельный зенитный артиллерийский дивизион
177-й отдельный зенитный артиллерийский дивизион - воинская часть вооружённых сил СССР в Великой Отечественной войне. Имелось три различных формирования дивизиона, один в составе РККА, один в составе ПВО страны, затем в РККА и один в составе Северного флота

## 177-й отдельный зенитный артиллерийский дивизион
В составе действующей армии с 5 июля 1941 года по 6 декабря 1941 года в составе войск ПВО страны и с 6 декабря 1941 года по 9 мая 1945 года в составе РККА
На 22 июня 1941 года находился в подчинении Архангельского бригадного района ПВО, с началом войны передан в состав Свирского бригадного района ПВО, занял позиции на северо-восточном побережье Ладожского озера. В декабре 1941 года передан на Ленинградский фронт, однако реально вплоть до апреля 1942 года находился в подчинение войск ПВО страны. Весной, по льду Ладожского озера переправлен на южный берег Ладоги, где в апреле 1942 года поступил в распоряжение 54-й армии и приступил к прикрытию её войск, органов управления и техники близ Погостья
В августе 1942 года передан в 8-ю армию для участия в Синявинской операции, в которой принимает участие. Из воспоминаний ветерана дивизиона Д.К. Григорьева следует, что «Под Чёрной речкой мы тоже чуть было не попали в крепкий переплёт, но как-то вышли оттуда». Вплоть до января 1944 года обеспечивает противовоздушное прикрытие войск 8-й армии, в ходе Ленинградско-Новгородской операции прикрывает войска 54-й армии под Любанью, Тосно, Оредежом.
С июня 1944 года прикрывает советские войска, развивающие наступление на Карельском перешейке в ходе Выборгской операции. После её окончания и подписания в сентябре 1944 года перемирия с Финляндией, до конца войны находится на советско-финской границе.

### Подчинение
| Подчинение      | Подчинение                                                 | Подчинение | Подчинение | Подчинение | Подчинение                        | Подчинение |
| Дата            | Фронт (округ)                                              | Армия      | Корпус     | Дивизия    | Бригада                           | Примечания |
| --------------- | ---------------------------------------------------------- | ---------- | ---------- | ---------- | --------------------------------- | ---------- |
| 22.06.1941 года | Архангельский военный округ                                | -          | -          | -          | Архангельский бригадный район ПВО | -          |
| 01.07.1941 года | Архангельский военный округ                                | -          | -          | -          | Архангельский бригадный район ПВО | -          |
| 10.07.1941 года | Северный фронт                                             | -          | -          | -          | Свирский бригадный район ПВО      | -          |
| 01.08.1941 года | Северный фронт                                             | -          | -          | -          | Свирский бригадный район ПВО      | -          |
| 01.09.1941 года | Ленинградский фронт                                        | -          | -          | -          | Свирский бригадный район ПВО      | -          |
| 01.10.1941 года | Ленинградский фронт                                        | -          | -          | -          | Свирский бригадный район ПВО      | -          |
| 01.11.1941 года | Ленинградский фронт                                        | -          | -          | -          | Свирский бригадный район ПВО      | -          |
| 01.12.1941 года | Ленинградский фронт                                        | -          | -          | -          | Свирский бригадный район ПВО      | -          |
| 01.01.1942 года | Ленинградский фронт                                        | -          | -          | -          | Свирский бригадный район ПВО      | -          |
| 01.02.1942 года | Ленинградский фронт                                        | -          | -          | -          | Свирский бригадный район ПВО      | -          |
| 01.03.1942 года | Ленинградский фронт                                        | -          | -          | -          | Свирский бригадный район ПВО      | -          |
| 01.04.1942 года | Ленинградский фронт                                        | -          | -          | -          | Свирский бригадный район ПВО      | -          |
| 01.05.1942 года | Ленинградский фронт (Группа войск Волховского направления) | 54-я армия | -          | -          | -                                 | -          |
| 01.06.1942 года | Ленинградский фронт (Волховская группа войск)              | 54-я армия | -          | -          | -                                 | -          |
| 01.07.1942 года | Волховский фронт                                           | 54-я армия | -          | -          | -                                 | -          |
| 01.08.1942 года | Волховский фронт                                           | 54-я армия | -          | -          | -                                 | -          |
| 01.09.1942 года | Волховский фронт                                           | 8-я армия  | -          | -          | -                                 | -          |
| 01.10.1942 года | Волховский фронт                                           | 8-я армия  | -          | -          | -                                 | -          |
| 01.11.1942 года | Волховский фронт                                           | 8-я армия  | -          | -          | -                                 | -          |
| 01.12.1942 года | Волховский фронт                                           | 8-я армия  | -          | -          | -                                 | -          |
| 01.01.1943 года | Волховский фронт                                           | 8-я армия  | -          | -          | -                                 | -          |
| 01.02.1943 года | Волховский фронт                                           | 8-я армия  | -          | -          | -                                 | -          |
| 01.03.1943 года | Волховский фронт                                           | 8-я армия  | -          | -          | -                                 | -          |
| 01.04.1943 года | Волховский фронт                                           | 8-я армия  | -          | -          | -                                 | -          |
| 01.05.1943 года | Волховский фронт                                           | 8-я армия  | -          | -          | -                                 | -          |
| 01.06.1943 года | Волховский фронт                                           | 8-я армия  | -          | -          | -                                 | -          |
| 01.07.1943 года | Волховский фронт                                           | 8-я армия  | -          | -          | -                                 | -          |
| 01.08.1943 года | Волховский фронт                                           | 8-я армия  | -          | -          | -                                 | -          |
| 01.09.1943 года | Волховский фронт                                           | 8-я армия  | -          | -          | -                                 | -          |
| 01.10.1943 года | Волховский фронт                                           | 8-я армия  | -          | -          | -                                 | -          |
| 01.11.1943 года | Волховский фронт                                           | 8-я армия  | -          | -          | -                                 | -          |
| 01.12.1943 года | Волховский фронт                                           | 8-я армия  | -          | -          | -                                 | -          |
| 01.01.1944 года | Волховский фронт                                           | 8-я армия  | -          | -          | -                                 | -          |
| 01.02.1944 года | Волховский фронт                                           | 54-я армия | -          | -          | -                                 | -          |
| 01.03.1944 года | Ленинградский фронт                                        | -          | -          | -          | -                                 | -          |
| 01.04.1944 года | Ленинградский фронт                                        | -          | -          | -          | -                                 | -          |
| 01.05.1944 года | Ленинградский фронт                                        | -          | -          | -          | -                                 | -          |
| 01.06.1944 года | Ленинградский фронт                                        | 21-я армия | -          | -          | -                                 | -          |
| 01.07.1944 года | Ленинградский фронт                                        | 21-я армия | -          | -          | -                                 | -          |
| 01.08.1944 года | Ленинградский фронт                                        | 21-я армия | -          | -          | -                                 | -          |
| 01.09.1944 года | Ленинградский фронт                                        | 21-я армия | -          | -          | -                                 | -          |
| 01.10.1944 года | Ленинградский фронт                                        | 59-я армия | -          | -          | -                                 | -          |
| 01.11.1944 года | Ленинградский фронт                                        | 59-я армия | -          | -          | -                                 | -          |
| 01.12.1943 года | Ленинградский фронт                                        | -          | -          | -          | -                                 | -          |
| 01.01.1945 года | Ленинградский фронт                                        | 23-я армия | -          | -          | -                                 | -          |
| 01.02.1945 года | Ленинградский фронт                                        | 23-я армия | -          | -          | -                                 | -          |
| 01.03.1945 года | Ленинградский фронт                                        | 23-я армия | -          | -          | -                                 | -          |
| 01.04.1945 года | Ленинградский фронт                                        | 23-я армия | -          | -          | -                                 | -          |
| 01.05.1945 года | Ленинградский фронт                                        | 23-я армия | -          | -          | -                                 | -          |

## 177-й отдельный зенитный артиллерийский дивизион166-й стрелковой дивизии
Сформирован в 1939 году в Томске в составе  166-й стрелковой дивизии.
В составе действующей армии с 15 июля 1941 года по 27 декабря 1941 года.
Повторил боевой путь дивизии, фактически уничтожен в Вяземском котле в октябре 1941 года.
Официально расформирован 27 декабря 1941 года.

## 177-й отдельный зенитный артиллерийский дивизион ПВО Северного флота
Сформирован в октябре 1943 года.
В состав дивизиона входили 171-я и 205-я зенитные батареи, каждая из четырёх 37-мм орудий и 172-я зенитная батарея из четырёх 25-мм орудий.
В составе действующей армии с 4 ноября 1943 года по 9 мая 1945 года.
С момента формирования дивизион оборонял Порт-Владимир, позднее был передислоцирован и на 9 мая 1945 года дивизион дислоцировался на острове Кильдин.